# بجیولد (بازی ویدئویی)
بجیولد (به انگلیسی: Bejeweled) یا گاهی بجیولد دولوکس (به انگلیسی: Bejeweled Deluxe)،  یک بازی ویدئویی معمایی به سبک تطبیق کاشی است که توسط پاپ‌کاپ گیمز برای مرورگرها در سال ۲۰۰۱ توسعه یافته‌است.
این بازی بیش از ۱۰ میلیون نسخه فروش داشته و بیش از ۱۵۰ میلیون بار دانلود شده‌است. این بازی با چندین دنباله و اسپین‌آف دنبال شد که در سال ۲۰۰۴ بجیولد ۲ منتشر شد.

## میراث
دنباله های دیگر این بازی عبارت است از بجیولد ۳، بجیولد توییست، بجیولد استارز و دیگر موارد.
در سال ۲۰۲۰، بجیولد به تالار مشاهیر بازی های ویدیویی جهانی راه یافت.